# Ołeksij Warawin
Ołeksij Tychonowycz Warawin (ukr. Олексій Тихонович Варавін, ros. Алексей Тихонович Варавин, ur. 7 sierpnia 1948 w Kijowie) – ukraiński kierowca wyścigowy.

## Życiorys
Karierę w sportach motorowych rozpoczął w 1978 roku. Początkowo ścigał się Estonią 19. W sezonie 1979 zadebiutował w mistrzostwach ZSRR Formuły Easter. W 1980 roku zajął szóste miejsce w mistrzostwach ZSRR. W 1981 roku zdobył pierwsze mistrzostwo Ukraińskiej SRR. W 1986 roku rozpoczął rywalizację Estonią 21M. W 1990 roku wygrał dwa wyścigi i został mistrzem ZSRR. W 1991 roku wygrał eliminację na torze Kielce w ramach mistrzostw Polski.
Po rozpadzie ZSRR ścigał się na Ukrainie. W latach 1995, 1999, 2001 i 2005–2008 zdobył mistrzostwo kraju. W 2011 roku został mistrzem Ukraińskiej Formuły 3 Light. W 2016 roku zadebiutował Citroënem Saxo w grupie GT Open.

## Wyniki
| Legenda oznaczeń w tabelach wyników Wyświetl szablon na nowej stronie | Legenda oznaczeń w tabelach wyników Wyświetl szablon na nowej stronie                                                                     |
| Oznaczenie                                                            | Wyjaśnienie |
| --------------------------------------------------------------------- | --- |
| Złoty                                                                 | Zwycięzca lub mistrzostwo |
| Srebrny                                                               | 2. miejsce lub wicemistrzostwo |
| Brązowy                                                               | 3. miejsce lub II wicemistrzostwo |
| Zielony                                                               | Ukończył, punktował (w klasyfikacji generalnej, gdy zdobył co najmniej jeden punkt na przestrzeni sezonu, poza trzema powyższymi opcjami) |
| Niebieski                                                             | Ukończył, nie punktował (w klasyfikacji generalnej, gdy nie zdobył co najmniej jednego punktu na przestrzeni sezonu)                      |
| Czerwony                                                              | Nie zakwalifikował się (NZ) |
| Czerwony                                                              | Nie prekwalifikował się (NPK) |
| Różowy                                                                | Nie ukończył (NU) |
| Różowy                                                                | Niesklasyfikowany (NS) (w klasyfikacji generalnej, gdy nie został sklasyfikowany w żadnym wyścigu sezonu)                                 |
| Czarny                                                                | Zdyskwalifikowany (DK) |
| Czarny                                                                | Wykluczony (WYK/EX) |
| Biały                                                                 | Nie wystartował (NW) |
| Biały                                                                 | Kontuzjowany (K/INJ) |
| Biały                                                                 | Wyścig odwołany (OD/C) |
| Bez koloru                                                            | Został wycofany (WYC/WD) |
| Bez koloru                                                            | Nie przybył (NP/DNA) |
| Bez koloru                                                            | Nie brał udziału w treningach (NT/DNP) |
| Bez koloru                                                            | Nie został zgłoszony (–) |
| Pogrubienie                                                           | Start z pole position |
| Kursywa                                                               | Najszybsze okrążenie wyścigu |
| †                                                                     | Nie ukończył, ale jego rezultat został zaliczony ze względu na przejechanie więcej niż 90% dystansu wyścigu.                              |
| *                                                                     | Sezon w trakcie |
| 1/2/3                                                                 | Punktowana pozycja w sprincie |
| Lista systemów punktacji Formuły 1                                    | |

### Sowiecka Formuła Easter
| Rok  | Zespół       | Samochód      | Silnik | Wyniki w poszczególnych eliminacjach | Wyniki w poszczególnych eliminacjach | Wyniki w poszczególnych eliminacjach | Wyniki w poszczególnych eliminacjach | Pkt. | Msc. |
| ---- | ------------ | ------------- | ------ | ------------------------------------ | ------------------------------------ | ------------------------------------ | ------------------------------------ | ---- | ---- |
| 1979 |              |               |        |                                      |                                      |                                      |                                      | 36   | 22   |
| 1979 | DOSAAF Kijów | Estonia 19    | Łada   | 12                                   | -                                    | NU                                   |                                      | 36   | 22   |
| 1980 |              |               |        |                                      |                                      |                                      |                                      | 122  | 6    |
| 1980 | DOSAAF Kijów | Estonia 19    | Łada   | NU                                   | 14                                   | 16                                   |                                      | 122  | 6    |
| 1981 |              |               |        |                                      |                                      |                                      |                                      | 82   | 18   |
| 1981 | DOSAAF Kijów | Estonia 19    | Łada   | 10                                   | NU                                   | -                                    |                                      | 82   | 18   |
| 1982 |              |               |        |                                      |                                      |                                      |                                      | 48   | 23   |
| 1982 | DOSAAF Kijów | Estonia 20    | Łada   | 11                                   | NU                                   | -                                    |                                      | 48   | 23   |
| 1985 |              |               |        |                                      |                                      |                                      |                                      | 111  | 10   |
| 1985 | DOSAAF Kijów | Estonia 20    | Łada   | NU                                   | 6                                    | 7                                    |                                      | 111  | 10   |
| 1986 |              |               |        |                                      |                                      |                                      |                                      | 58   | 12   |
| 1986 | DOSAAF Kijów | Estonia 21M   | Łada   | 12                                   | 10                                   |                                      |                                      | 58   | 12   |
| 1987 |              |               |        |                                      |                                      |                                      |                                      | 99,5 | 24   |
| 1987 | DOSAAF Kijów | Estonia 21M   | Łada   | 9                                    | -                                    | 25                                   | NU                                   | 99,5 | 24   |
| 1988 |              |               |        |                                      |                                      |                                      |                                      | 72   | 10   |
| 1988 | DOSAAF Kijów | Estonia 21M   | Łada   | 9                                    | 9                                    | 12                                   |                                      | 72   | 10   |
| 1989 |              |               |        |                                      |                                      |                                      |                                      | 78   | 6    |
| 1989 | DOSAAF Kijów | Estonia 21M   | Łada   | 6                                    | 6                                    | 11                                   |                                      | 78   | 6    |
| 1990 |              |               |        |                                      | Łotwa                                |                                      |                                      | 100  | 1    |
| 1990 | DOSAAF Kijów | Estonia 21.10 | Łada   | 1                                    | 1                                    | -                                    |                                      | 100  | 1    |
| 1991 |              |               |        |                                      | Łotwa                                |                                      |                                      | 43   | 17   |
| 1991 | DOSAAF Kijów | Estonia 21.10 | Łada   | NU                                   | 3                                    | NW                                   |                                      | 43   | 17   |

### Polska Formuła Easter
| Rok  | Zespół       | Samochód      | Silnik | Wyniki w poszczególnych eliminacjach | Wyniki w poszczególnych eliminacjach | Wyniki w poszczególnych eliminacjach | Wyniki w poszczególnych eliminacjach | Wyniki w poszczególnych eliminacjach | Wyniki w poszczególnych eliminacjach | Pkt. | Msc. |
| ---- | ------------ | ------------- | ------ | ------------------------------------ | ------------------------------------ | ------------------------------------ | ------------------------------------ | ------------------------------------ | ------------------------------------ | ---- | ---- |
| 1991 |              |               |        | Polska                               | Polska                               | Polska                               | Polska                               | Polska                               | Polska                               | 0    | NS   |
| 1991 | DOSAAF Kijów | Estonia 21.10 | Łada   | -                                    | 1                                    | 4                                    | -                                    | -                                    | -                                    | 0    | NS   |

### Ukraińska Formuła 1600
| Rok  | Zespół             | Samochód   | Silnik | Wyniki w poszczególnych eliminacjach | Wyniki w poszczególnych eliminacjach | Wyniki w poszczególnych eliminacjach | Wyniki w poszczególnych eliminacjach | Wyniki w poszczególnych eliminacjach | Wyniki w poszczególnych eliminacjach | Wyniki w poszczególnych eliminacjach | Wyniki w poszczególnych eliminacjach | Wyniki w poszczególnych eliminacjach | Pkt. | Msc. |
| ---- | ------------------ | ---------- | ------ | ------------------------------------ | ------------------------------------ | ------------------------------------ | ------------------------------------ | ------------------------------------ | ------------------------------------ | ------------------------------------ | ------------------------------------ | ------------------------------------ | ---- | ---- |
| 2003 |                    |            |        | Ukraina                              | Ukraina                              | Ukraina                              |                                      |                                      |                                      |                                      |                                      |                                      | 32   | 3    |
| 2003 | TNK Ukraina Racing | Estonia 25 |        | 1                                    | NU                                   | 3                                    |                                      |                                      |                                      |                                      |                                      |                                      | 32   | 3    |
| 2005 |                    |            |        | Ukraina                              | Ukraina                              | Ukraina                              | Ukraina                              | Ukraina                              | Ukraina                              | Ukraina                              |                                      |                                      | ?    | 1    |
| 2005 | TNK Ukraina Racing | Estonia 25 |        | 1                                    | 1                                    | 1                                    | NU                                   | 1                                    | 1                                    | NU                                   |                                      |                                      | ?    | 1    |
| 2006 |                    |            |        | Ukraina                              | Ukraina                              | Ukraina                              | Ukraina                              | Ukraina                              | Ukraina                              | Ukraina                              |                                      |                                      | 50   | 1    |
| 2006 |                    | Estonia 25 |        | 1                                    | NW                                   | 1                                    | 1                                    | 1                                    | 1                                    | -                                    |                                      |                                      | 50   | 1    |
| 2007 |                    |            |        | Ukraina                              | Ukraina                              | Ukraina                              | Ukraina                              | Ukraina                              | Ukraina                              | Ukraina                              | Ukraina                              | Ukraina                              | 50   | 1    |
| 2007 |                    | Estonia 25 |        | NU                                   | NW                                   | 1                                    | 4                                    | 2                                    | 2                                    | 4                                    | 2                                    | 3                                    | 50   | 1    |
| 2008 |                    |            |        | Ukraina                              | Ukraina                              | Ukraina                              | Ukraina                              | Ukraina                              | Ukraina                              | Ukraina                              | Ukraina                              | Ukraina                              | ?    | ?    |
| 2008 |                    | Estonia 25 |        | 3                                    | 3                                    | 1                                    | NU                                   | 1                                    | 1                                    | 2                                    | 2                                    | 3                                    | ?    | ?    |
| 2009 |                    |            |        | Ukraina                              | Ukraina                              | Ukraina                              | Ukraina                              | Ukraina                              | Ukraina                              | Ukraina                              | Ukraina                              |                                      | 55   | 3    |
| 2009 |                    | Estonia 25 |        | NW                                   | NW                                   | 1                                    | 2                                    | 2                                    | 2                                    | 3                                    | 3                                    |                                      | 55   | 3    |
| 2013 |                    |            |        | Ukraina                              | Ukraina                              | Ukraina                              | Ukraina                              | Ukraina                              | Ukraina                              |                                      |                                      |                                      | 50   | 3    |
| 2013 |                    | Estonia 25 |        | 3                                    | 5                                    | 6                                    | 1                                    | 4                                    | NW                                   |                                      |                                      |                                      | 50   | 3    |
| 2014 |                    |            |        | Ukraina                              | Ukraina                              | Ukraina                              | Ukraina                              | Ukraina                              | Ukraina                              | Ukraina                              | Ukraina                              |                                      | ?    | ?    |
| 2014 |                    | Estonia 25 |        | 2                                    | 3                                    | 3                                    | 3                                    | 1                                    | NU                                   | 3                                    | 3                                    |                                      | ?    | ?    |